# AI Волка
AI Волка (лат. AI Lupi) — одиночная переменная звезда в созвездии Волка на расстоянии (вычисленном из значения параллакса) приблизительно 11436 световых лет (около 3506 парсека) от Солнца. Видимая звёздная величина звезды — от менее +16,5m до +14m.

## Характеристики
AI Волка — красная пульсирующая переменная звезда, мирида (M) спектрального класса M. Эффективная температура — около 3286 K.